# Beniaminów
Beniaminów [bɛɲaminuf] è un villaggio in Polonia. Ha circa 190 abitanti (1998) e si trova nel Voivodato della Masovia, ad est di Varsavia, tra Legionowo e Nieporęt.
All'interno del villaggio ci sono i resti di un fortino del XIX secolo.
Nel 1917, dopo la Crisi del giuramento, membri delle legioni polacche che avevano rifiutato di prestare giuramento di lealtà al Kaiser tedesco furono internati lì.
Durante la seconda guerra mondiale, tra il 1941 e il 1944, la Wehrmacht tedesca gestì un campo di prigionieri di guerra (Stalag 333) per i soldati sovietici. Più di 30.000 di loro morirono per il duro trattamento e la malnutrizione.

Dopo l'8 settembre 1943 vi furono internati anche molti militari italiani che avevano rifiutato di aderire alla Repubblica Sociale Italiana; uno di essi fu Giovannino Guareschi.

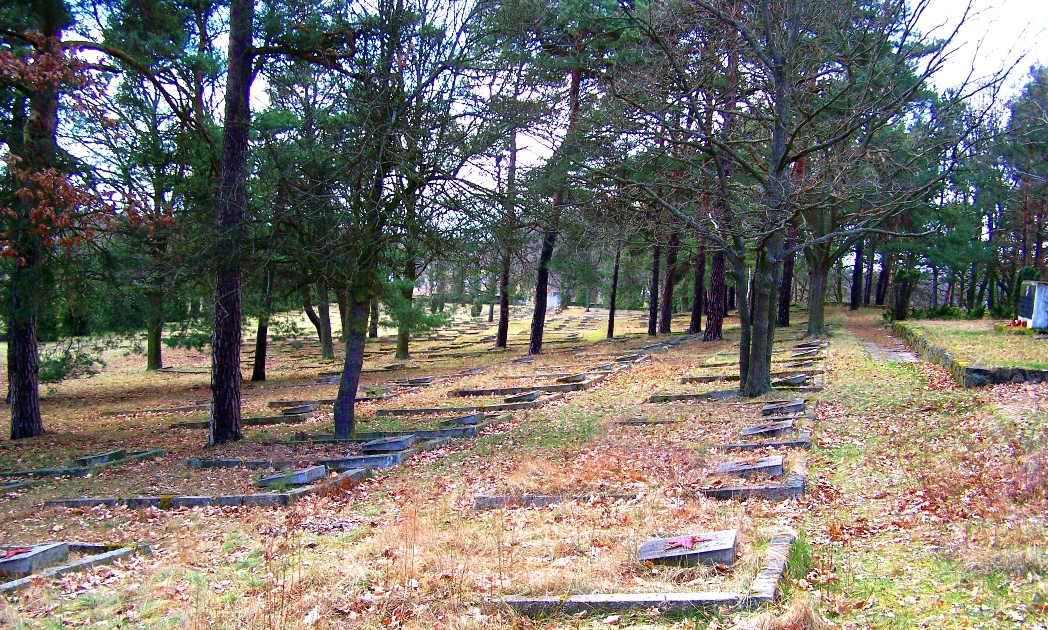
Cimitero di guerra sovietico fra Beniaminów e Białobrzegi